# سیارک ۲۶۵۸۶
سیارک ۲۶۵۸۶ (به انگلیسی: 26586 Harshaw، نامگذاری:2000EF116) بیست و شش هزار و پانصد و هشتاد و ششمین سیارک کشف شده‌است که در ۱۰ مارس ۲۰۰۰ کشف شد.
قدر مطلق سیارک برابر ۲۹.۵ است.